# Ostrowo Koscielne
Ostrowo Koscielne [ɔsˈtrɔvɔ kɔɕˈt͡ɕɛlnɛ] es un pueblo en el distrito administrativo de Gmina Strzałkowo, dentro del Condado de Słupca, Voivodato de Gran Polonia, en el oeste de Polonia central. La población del pueblo es de 174 habitantes (86 hombres y 88 mujeres).